# Cvetat na hameleona
Cvetat na hameleona é um filme de suspense e comédia dramática búlgaro de 2012 dirigido por Emil Hristov.
Rebatizado em inglês como The Colour of the Chameleon, foi selecionado como representante da Bulgária à edição do Oscar 2013, organizada pela Academia de Artes e Ciências Cinematográficas.

## Elenco
- Lilia Abadjieva - Pravda Cherneva
- Mihail Bilalov - Aleko Polyanski
- Rousy Chanev - Mlyakov
- Deyan Donkov - Kokalov
- Samuel Finzi - Chamov